# Ziegelhütte (Pegnitz)
Ziegelhütte ist ein Gemeindeteil der Stadt Pegnitz im Landkreis Bayreuth (Oberfranken, Bayern).

## Lage
Ziegelhütte liegt in der Gemarkung Trockau. Es ist eine Einöde an einem namenlosen linken Zufluss der Püttlach in unmittelbarer Nachbarschaft zur Herrenmühle an einer Gemeindeverbindungsstraße, die zur Staatsstraße 2184 (0,1 km nordöstlich) bzw. an der Hedelmühle vorbei nach Bodendorf führt (1,7 km südlich).

## Geschichte
Mit dem Gemeindeedikt (frühes 19. Jahrhundert) wurde Ziegelhütte dem Steuerdistrikt Trockau und der Ruralgemeinde Trockau zugewiesen. Im Rahmen der Gebietsreform in Bayern wurde Ziegelhütte am 1. Mai 1978 in die Stadt Pegnitz eingegliedert.